# Championnats d'Europe de gymnastique rythmique 2006
Navigation
Édition précédente Édition suivante
Les championnats d'Europe de gymnastique rythmique 2006, vingt-deuxième édition des championnats d'Europe de gymnastique rythmique, ont eu lieu du 18 au 24 septembre 2006 à Moscou, en Russie.